# Louis Delluc (auteur occitan)
Pour les articles homonymes, voir Delluc.
Ne doit pas être confondu avec Louis Delluc.
Louis Delluc (né le 21 août 1894 aux Chambeaux, dans la commune d'Alles-sur-Dordogne, mort le 12 septembre 1974 chez sa fille adoptive à Eysines) est un écrivain en français et en occitan, qui a laissé une œuvre considérable.

## Biographie
Louis Delluc nait au hameau des Chambeaux à Alles le 21 août 1894,.
Louis Delluc a fait ses études à l'École supérieure de Belvès[réf. nécessaire] puis à l'École normale de Périgueux en Dordogne. Il a été mobilisé pour la guerre en 1914 dans le 5e Régiment de tirailleurs algériens. Grièvement blessé, il est allé en convalescence à Aix-en-Provence. Il y a fait la connaissance de Léon Aimard, un avocat à la Cour, dont il est devenu secrétaire. Léon Aimard était félibre et il a introduit Louis dans le monde du Félibrige provençal et de l'œuvre de Frédéric Mistral.
En 1917, Louis Delluc se marie avec une institutrice, et le couple est nommé à Saint-Vincent-de-Cosse où ils enseignent pendant vingt-cinq ans (de 1926 jusqu'à sa retraite pour Louis Delluc). À la retraite, ils se retirent dans la commune voisine de Beynac-et-Cazenac.
Aujourd'hui la rue de Beynac où il habitait porte le nom de son œuvre principale « Rue Tibal lo garrel roman de Louis Delluc ». La place du village d'Alles-sur-Dordogne porte son nom depuis le 10 janvier 2009.
Contrairement à une idée largement diffusée, Louis Delluc n'a pas de lien de parenté avec le cinéaste du même nom.

## Culture occitane
Louis Delluc est devenu mainteneur et maître d'œuvre du Félibrige en 1928, secrétaire du Bornat, qui est l'école félibréenne du Périgord, maître en gai savoir en 1930, puis vice-président du 17 janvier 1954 à son décès. 
Il a fondé dans les années 1958 un groupe folklorique Lo Grel dans la commune de Saint-Vincent-de-Cosse.

## Œuvres

### Œuvres en occitan
Nombreux articles, poèmes ou nouvelles publiés dans les revues Lo Bornat, Oc, Le Gai saber, L'Armana Provençau, Le Périgourdin de Bordeaux.
- Òda a la Dordonha, poème bilingue, illustré par Maurice Albe, Sarlat, Imprimerie Michelet, 1931.
- Un monge-cavalier, en Jeroni de Perigus, avesque del Cid (tirage à part des Analas del Centro de cultura valenciana, 1951), in Lo Bornat no 4, octobre-décembre 1992.
- La farça del pairolier, comédie en collaboration avec le majoral Marcel Fournier, Périgueux, Fédération des Œuvres Laïques, sans date.
- La poetessa galiciana Rosalia Castro (Oc, double no 201-202 de juillet-décembre 1956, p. 224-236). Essai.
- Fablettes pour les enfants des pays d'Oc, Lo Bornat del Perigòrd/ A.S.C.O. (Atelier sarladais de culture occitane), préface de Jean-Louis Galet, 1958.
- Fablettes pour les enfants du pays d'Oc, Périgueux, Éditions Pierre Fanlac, sans date, 35 p.
- Tibal lo garrèl, Avignon, Aubanèl, 1958, 214 p.
- Tibal lo garrèl, Reedicion Lavit, Toulouse, Lo Libre occitan, 1968, 197 p.
- Lo secret del comte de Marcafava, comédie pour marionnettes, in Paraulas de Novelum, no 81 bis, 1998.
- Tibal lo garrèl, L'arma que sagna, (première partie), occitan/français, Castelnaud, Éditions L'Hydre, 2000. Préface de Bernard Lesfargues.
- Tibal lo garrèl… E la carn que patís, (seconde partie) occitan/français, Alles-sur-Dordogne, Éditions Mémoire et traditions en Périgord, 2008. Préface de Jean Ganiayre. Avertissement de Gérard Marty, président de l'association Mémoire et traditions du Périgord.
- Fabletas per enfants del país d'Òc, Lo Bornat del Perigòrd/Novelum, 2004.

Tibal lo garrèl est un roman occitan qui se déroule en Périgord au XVIe siècle, pendant les guerres de Religion. Ce roman a connu plusieurs éditions, la première étant bilingue. La dernière édition est divisée en deux parties. Les faits historiques rapportés sont vrais et sont inspirés par les chroniques d'histoire du chanoine Jean Tarde.

### Traductions espagnol/occitan
- La guerra dels ases, chapitre XXIV du livre de Don Quichotte, Bordeaux, Le Périgourdin de Bordeaux, 1957, 15 p.
- Argental e io (Platero y io de Juan Ramón Jiménez, prix Nobel de littérature) en collaboration avec le philosophe Joseph Migot et le majoral Jean Monestier, Lo Bornat. Sans date.

### Œuvres en français
- Le mousse de la Niña, Paris, éditions Bourrelier 1953, Prix « Jeunesse » des éditions éponymes, sur l’épopée de Christophe Colomb.
- Des caravelles autour du monde, Paris, éditions Bourrelier, 1957, sur le voyage de la « Victoria » de Magellan.
- L'enfance d'une reine, Paris, éditions Bourrelier, 1958, histoire d'Elisabeth de France, fille d'Henri IV.
- Jeunes princes captifs, Paris, éditions Bourrelier, 1958, récit de la vie des deux fils du roi François 1er.
- Le destin de Paquito, Paris, éditions Magnard 1963, récit de la jeunesse de Cervantes.
- Par la plume ou par l'épée, Namur, éditions du Soleil Levant, 1963, roman d’aventure inspiré par Cervantès.
- Olivier de Castille, éditions Bourrelier/Armand Colin, 1964, adapté d’un roman de chevalerie espagnol.

### Traductions de l'œuvre
- El grumete de la Niña, en Espagne en 1955. Traduit en hollandais en 1956 et en allemand pour l'enseignement secondaire.
- Lo Garrell, en catalan, Barcelone, éditions Joan Sales, 1963. Préface de Joan Sales p. 7 à 33.

### Textes inédits
- Lena la Mariandona, pastourelle fluviale en deux actes, sans date.
- L'èrba que fai perdre, nouvelles, sans date.
- La granda aiga, nouvelles.
- La longue espérance, en collaboration avec Germaine Rougier, écrit à la fin de sa vie.

### Théâtre
- Pièces inédites, écrites et jouées pour ramasser de l'argent afin d'envoyer des colis aux prisonniers pendant la guerre 1939-1940, dont parlent les locuteurs du CD Souvenirs d'élèves de Louis Delluc.
- Louis Delluc et Marcel Fournier, La farço del peiroulie, Fédération des Œuvres laïques de La Dordogne, 1958.
- Louis Delluc et Bernard Lesfargues, Lo secret del comte de Marcafava, comédie pour marionnettes, Novelum, 1998.

### Œuvres posthumes
- Louis Delluc, Partis d'Argentat, Périgueux, Imprimerie Joucla, 1983, qui rappelle la vie des bateliers qui descendaient la Dordogne.
- Louis Delluc, Histoire de Saint-Vincent-de-Cosse, monographie, Le Roc de Bourzac, 2006.

## Distinctions
Louis Delluc a obtenu le Prix Jeunesse en 1953 pour Le Mousse de la Nina. L'Académie des jeux floraux de Toulouse lui a attribué une Églantine d'Argent pour sa poésie La gabarra embullada. Le poème A la glorio del Périgord a obtenu le premier prix aux Jasmin d'argent de 1926.